# Albert W. Hull

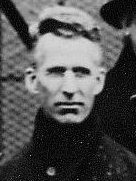
Albert W. Hull im Jahr 1921

Albert Wallace Hull (* 19. April 1880 in Southington, Connecticut; † 22. Januar 1966) war ein US-amerikanischer Physiker. Er ist der Erfinder des Thyratrons, der gasgefüllten Gleichrichterröhre und gilt als Erfinder des Magnetrons.
Albert Hull wurde als Sohn von Francis und Lewis Hull auf einer Farm in Southington im US-Bundesstaat Connecticut geboren. Er war der Zweitälteste unter neun Brüdern und hatte noch eine ältere Schwester. Obwohl die Familie auf dem Lande in Armut lebte, haben alle Söhne der Familie eine höhere Bildung genossen. Außer Albert haben noch Thomas und Daniel studiert (Medizin und Chemie).
Albert studierte zwar als Hauptfach Griechisch, legte aber einen zusätzlichen Bachelor-Abschluss in Physik an der Yale University ab. Zwischenzeitlich lehrte er die Griechische Sprache an der Albany Akademie, kehrte dann aber an die Yale University zurück, um im Fach Physik zu promovieren. Während er an dem Polytechnischen Institut Worcester fünf Jahre lang Physik lehrte, unternahm er auch Forschungen auf dem Gebiet der Photovoltaik.

## Forschungs- und Entwicklungsarbeit
Im Jahre 1913 trat er die Arbeit im Forschungslabor der General Electric in Schenectady (New York) an und blieb dort bis zu seiner Pensionierung im Jahr 1949. Dessen Direktor Whitney hatte ihn zu einem Sommeraufenthalt eingeladen und ihm daraufhin eine Anstellung angeboten. Auf Hulls Zweifel, dass er wohl nichts Praktisches könne, sagte ihm Whitney sinngemäß, dass „er sich keine Sorgen über den praktischen Teil machen brauche, das sei seine (Whitneys) Sache. Er solle einfach alles machen, was er wolle.“ Diese Freiheit, die Hull später rückblickend als wichtig für jegliche Forschung erachtete, machte ihn froh und er blieb nicht zuletzt deshalb für immer bei General Electric. Auch nach seiner Pensionierung war er fast jeden Tag im Labor.
Zunächst arbeitete Hull mit den neuen Vakuumröhren im Rahmen der Bemühungen von General Electric um die Entwicklung von neuartigen Verstärkern und Oszillatoren. Zudem hatte er Anteil an der Entwicklung der Triode und den Patenten von Lee de Forest und Edwin Armstrong.
Um 1917 befasste sich Hull mit der bis dahin unzureichenden Möglichkeit, die Kristallstruktur der Metalle mittels Röntgen-Strukturanalyse zu untersuchen. Unabhängig entwickelte er das Debye-Scherrer-Verfahren, das im englischen Sprachraum Debye-Scherrer-Hull technique genannt wird. Nebenbei entwickelte er dabei den Pi-Filter, um die Hochspannung seiner Röntgenröhre zu glätten.
Hull befasste sich neben den im Folgenden genannten bekannteren Projekten u. a. auch mit folgenden Problemstellungen:
- Unterwasser-Mikrofone mittels piezoelektrischer Seignettesalz-Kristalle
- Entwicklung der Schirmgitterröhre (Tetrode) als Ergebnis der Forschungen zum Schrotrauschen
- Untersuchungen zu Hochspannungsleitungen gemeinsam mit Stone und – seiner Zeit weit voraus – eine experimentelle Hochspannungs-Gleichstrom-Übertragung über 24 km inklusive Thyratron-Wechselrichter
- Legierungen und Glassorten für thermisch angepasste Glas/Metall-Verbindungen, wie sie für die Entwicklung neuer Elektronenröhren erforderlich waren
- Entwicklung eines Cäsiumdampf-Gleichrichters (die Entwicklung war zu spät beendet und wurde von den Halbleiterdioden eingeholt)

Hulls Arbeit schlug sich in 74 Veröffentlichungen und 94 Patenten nieder.

### Dynatron
Albert Hull erfand 1914, im ersten Jahr seiner Labortätigkeit, das Dynatron, eine Röhre mit drei Elektroden: der geheizten Kathode, einer durchlöcherten Anode und einer dahinter angebrachten zusätzlichen Platte als zweite Anode. Im Normalbetrieb hat diese zusätzliche Anode eine niedrigere Anodenspannung als die durchlöcherte Anode.
Durch die beim Aufschlagen der schnellen Elektronen auf die zweite Anode freigesetzten Sekundärelektronen werden durch die durchlöcherte Anode wegen deren höherer Spannung aufgenommen. Die Kennlinie dieser Röhre zeigte einen negativen Widerstand  und somit konnte diese Röhre zur Entdämpfung von Schwingkreisen als Oszillator und als Verstärker über einen weiten Frequenzbereich eingesetzt werden. Durch ein zusätzliches Steuergitter zwischen Kathode und erster Anode wurde eine Röhre mit dem Namen „Pliodynatron“ entwickelt.

### Magnetron
Schon 1916 begann Hull mit Untersuchungen des Einflusses von Magnetfeldern auf Vakuum-Röhren als eine alternative Steuerungsmöglichkeit des Anodenstromes anstelle eines elektrischen Feldes eines Steuergitters.
Etwa 1920 führten seine Untersuchungen zur Erfindung einer den heutigen Magnetrons ähnelnden magnetisch gesteuerten Schaltröhre. Diese bestand aus einem zylindrischen Anodenblock um die Kathode herum und einer externen Spule für ein variables Magnetfeld axial zur Röhre. Albert Hull nannte die Verstärkerröhre Magnetron; er hatte sie als Alternative zu den gittergesteuerten Röhren entwickelt, um den Patentstreit zu umgehen. Er schrieb sinngemäß, dass zum Ende des Ersten Weltkrieges zwar Elektronenröhren kleiner Leistung vorlägen, aber aufgrund der verfahrenen Patentsituation keine größeren, für Sendeanlagen benötigte Röhren gefertigt würden.
Hulls Magnetron wurde als Verstärker in Rundfunkgeräten getestet, fand jedoch keine Verbreitung. Es konnte auch als Niederfrequenz-Oszillator verwendet werden. Berichten zufolge hat 1925 ein durch Hulls Labor hergestelltes solches Magnetron eine Leistung von 15 kW bei einer Frequenz von 20 kHz erzeugen können. In dieser Zeit ging Albert Hull davon aus, dass seine Röhre statt in der Kommunikationstechnik eine bessere Anwendung als leistungsfähiger Spannungswandler finden werde.
Die auf Laufzeiteffekten der umlaufenden Elektronen beruhende HF-Oszillation der Röhren wurde dabei entdeckt – das Magnetron wurde später durch den Einsatz von Resonatoren bei besserem Verständnis der Laufzeiteffekte zu einem Mikrowellengenerator weiterentwickelt und führte zu einer engen Zusammenarbeit der Vereinigten Saaten mit dem Vereinigten Königreich, um mittels der Magnetrone leistungsfähige kurzwellige Impulssender zur Radarortung deutscher Flugobjekte zu schaffen. Das Magnetron war der Schlüssel der zunächst militärisch genutzten Radargeräte.

### Gasgefüllte Elektronenröhren
Während der 20er Jahre nahm Albert Hull an der Entwicklung von gasgefüllten Elektronenröhren teil. Er entdeckte, wie eine geheizte Kathode vor dem zerstörerischen Bombardement der Ionen geschützt werden kann. Diese Entdeckung ermöglichte die erfolgreiche Entwicklung der Thyratrone (gasgefüllte Trioden) und der Phanotrone (gasgefüllte Dioden).

## Ehrungen und Auszeichnungen
Albert Hull wurde 1930 vom Institute of Radio Engineers (IRE) mit dem Morris N. Liebmann Preis ausgezeichnet. 1958 erhielt er für „sein außergewöhnliches wissenschaftliches Engagement und seine Pionierleistungen auf dem Gebiet der Elektronenröhren“ die Ehrenmedaille des IRE.
Nach seiner Pensionierung arbeitete er als Berater und diente im Beraterkomitee für ballistische Forschungen der Armee. Er erhielt kurz vor seinem Tode die Army Decoration for Distinguished Civilian Service.
Hull wurde 1929 zu einem ordentlichen Mitglied der National Academy of Sciences.
1942 wurde er zum Präsidenten der American Physical Society.

## Publikationen
1918 veröffentlichte er in dem Jahrbuch des Institute of Radio Engineers (IRE) einen Aufsatz über das von ihm erfundene Dynatron.